# NGC 3670
NGC 3670 est une galaxie lenticulaire située dans la constellation du Lion. NGC 3670 a été découverte par l'astronome germano-britannique William Herschel en 1785.

## Caractéristiques
Sa vitesse par rapport au fond diffus cosmologique est de 7 400 ± 22 km/s, ce qui correspond à une distance de Hubble de 109,1 ± 7,7 Mpc (∼356 millions d'al).
Selon la base de données Simbad, NGC 3670 est une galaxie LINER, c'est-à-dire une galaxie dont le noyau présente un spectre d'émission caractérisé par de larges raies d'atomes faiblement ionisés.